# Вентотене
Вентотене (итал. Ventotene) је насеље у Италији у округу Латина, региону Лацио.
Према процени из 2011. у насељу је живело 530 становника. Насеље се налази на надморској висини од 43 м.

## Становништво
| 1931. | 1936. | 1951. | 1961. | 1971. | 1981. | 1991. | 2001. | 2011. |
| ----- | ----- | ----- | ----- | ----- | ----- | ----- | ----- | ----- |
| 1.239 | 1.379 | 1.270 | 1.068 | 508   | 498   | 671   | 633   | 691   |